# Ambulyx pryeri
Ambulyx pryeri là một loài bướm đêm thuộc họ Sphingidae. Nó được tìm thấy ở Sundaland.
Ấu trùng ăn Plumeria species.

## Sự miêu tả

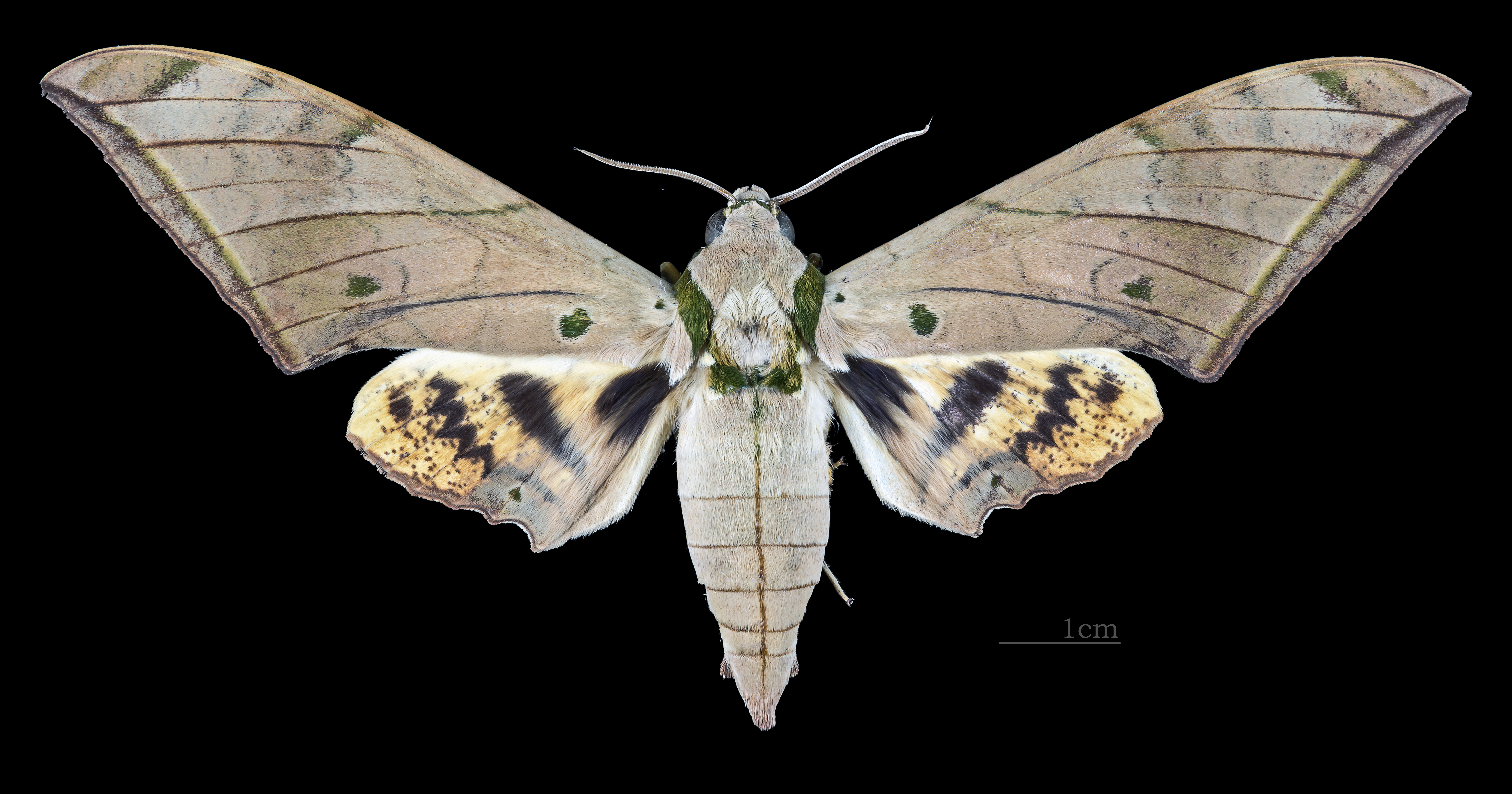
Ambulyx pryeri ♂
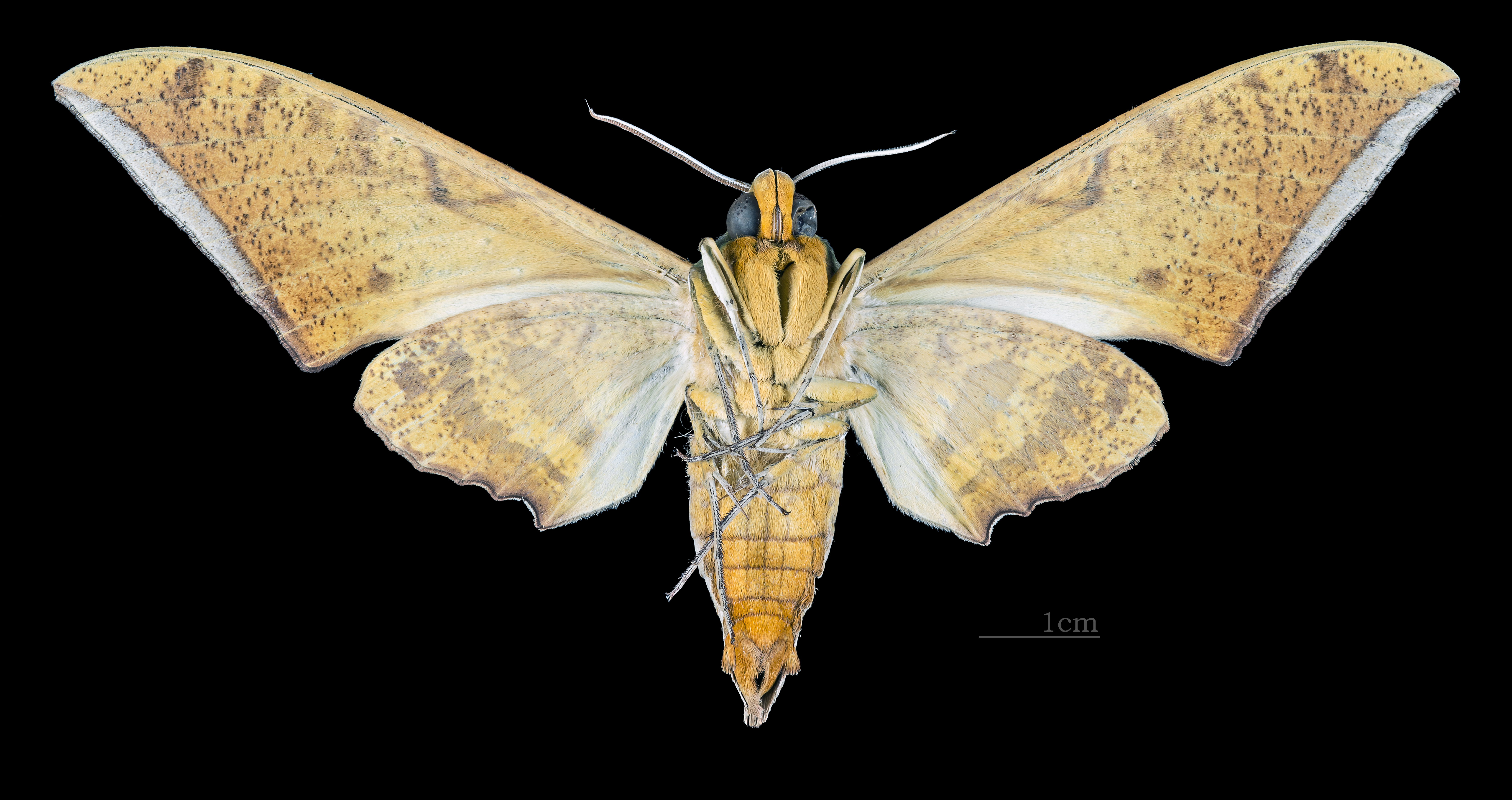
Ambulyx pryeri ♂ △

## Phụ loài
- Ambulyx pryeri pryeri
- Ambulyx pryeri tenggarensis Brechlin, 2009

- Ambulyx pryeri pryeri
- Ambulyx pryeri tenggarensis Brechlin, 2009